# Ziołosiek czerwonawy
Ziołosiek czerwonawy (Phytotoma rutila) – gatunek małego ptaka z rodziny bławatnikowatych (Cotingidae). Zasiedla centralną i południową część Ameryki Południowej. Niezagrożony wyginięciem.

## Zasięg występowania
Phytotoma rutila zasiedla według podgatunku:
- P. r. angustirostris d’Orbigny & Lafresnaye, 1837 – centralna Boliwia do północno-zachodniej Argentyny
- P. r. rutila Vieillot, 1818 – zachodni Paragwaj, północna i wschodnia Argentyna i zachodni Urugwaj

Zamieszkuje zadrzewienia, w tym te typu chaco, skraje lasów i nadbrzeżne zarośla, pampy, niziny aridowe (suche), górskie lasy i zarośla ciernistych krzewów. Spotykany na wysokości 600–3600 m n.p.m.

## Morfologia
Występuje wyraźny dymorfizm płciowy. U samca wierzch ciała szary, ze słabo widocznymi czarnymi pasami. Wierzch głowy czerwony. Ogon i skrzydła czarne. Pokrywy duże II rzędu, zewnętrzne chorągiewki pokryw skrzydłowych oraz lotek II rzędu i zakończenia sterówek białe. Spód ciała czerwony. Boki szare. Dziób czarny, nogi brązowe. Samica z wierzchu szarawa w gęste, czarne pasy, od spodu biaława, także w paski. Skrzydła i ogon także czarne. Wymiary (dla samca): długość ciała 16,5 cm, skrzydło 8,3 cm, ogon 7,6 cm. Masa ciała 30–57 g.

## Pożywienie
Około 90% pożywienia ziołosieka czerwonawego stanowią liście. Prócz tego zjada również owoce, pączki, kwiaty i nasiona.

## Lęgi
W ciągu roku wyprowadza 2 lęgi. Składanie jaj pierwszego lęgu ma miejsce w styczniu i lutym, a drugiego od września do grudnia. Jaja są składane w liczbie 2–4. Jaja w kolekcji Muzeum Brytyjskiego mają wymiary 2,1–2,4 x 1,6–1,7 cm. Tło barwy oliwkowoszarej do jasnooliwkowej pokrywają plamki koloru od fioletowobrązowego po jasnobrązowy i lawendowy. Gniazdo mieści się w krzewie, ma kształt kubeczka o średnicy 10–17 cm. Wyściółkę stanowią korzenie i trawa. Inkubacja trwa około 14 dni, wysiaduje jedynie samica. Przez kolejne 17 dni zarówno samica, jak i samiec opiekują się pisklętami.

## Status
Międzynarodowa Unia Ochrony Przyrody (IUCN) uznaje ziołosieka czerwonawego za gatunek najmniejszej troski (LC – least concern) nieprzerwanie od 1988 roku. Liczebność populacji nie została oszacowana, ale ptak ten opisywany jest jako dość pospolity. Trend liczebności populacji uznawany jest za spadkowy.